# Grith Ejstrup
Grith Ejstrup (ur. 5 lipca 1953 w Kopenhadze) – duńska lekkoatletka.
Jest córką sprinterki Birthe Nielsen, uczestniczki igrzysk olimpijskich w 1948.
W 1970 zajęła 6. miejsce w skoku wzwyż na mistrzostwach Europy juniorów z wynikiem 1,67 m. W 1972 zajęła 12. miejsce na igrzyskach olimpijskich z wynikiem 1,82 m. W latach 1971–1974 startowała na halowych mistrzostwach Europy, a jej najlepszym wynikiem na tych zawodach jest 5. pozycja z 1972 roku.
Jest aktualną rekordzistką Danii do lat 20 i 23 z wynikiem 1,85 m.
Wielokrotna medalistka mistrzostw kraju – złota z lat 1972–1975 i 1977–1978 (na powietrzu) oraz 1971–1974, 1978 i 1980 (w hali), srebrna z lat 1970–1971, 1976 i 1979–1981 oraz brązowa z lat 1968–1969.
Do 1970 roku reprezentowała klub AGF Atletik, w latach 1971–1980 była zawodniczką IK Skovbakken, a w 1981 startowała w barwach Glostrup IC.
Od 2004 startuje w zawodach weteranów w różnych konkurencjach lekkoatletycznych, reprezentując klub IK Hellas Roskilde.